# Żeglarstwo na Letnich Igrzyskach Olimpijskich 1932 – Star
Zawody w żeglarskiej klasie Star podczas X Letnich Igrzysk Olimpijskich odbyły się w dniach 5–12 sierpnia 1932 roku na wodach poza Port of Los Angeles.

## Informacje ogólne
Do zawodów zgłosiło się siedem załóg reprezentujących tyleż krajów.
Regaty składały się z siedmiu wyścigów. Jeden punkt był przyznawany za ukończenie wyścigu, kolejne zaś za miejsca zajęte na mecie – liczba punktów równa była liczbie pokonanych załóg, łącznie z tymi, które nie wystartowały lub nie ukończyły danego wyścigu. Na wynik końcowy składała się suma wszystkich punktów, przy czym wyższą lokatę zajmował jacht o większej liczbie punktów. Przy równej punktacji załóg przeprowadzana była między nimi dogrywka.
W regatach z wyraźną przewagą triumfowali reprezentanci Stanów Zjednoczonych na jachcie Jupiter, drudzy byli zaś Brytyjczycy na Joy. Do wyłonienia zdobywców brązowego medalu potrzebna była dogrywka, Kanadyjczycy nie stawili się jednak na starcie, zatem Szwedom do zwycięstwa wystarczyło ukończenie tego wyścigu.

## Wyniki
| Pozycja | Załoga                               | Jacht        | Wyścig I | Wyścig I | Wyścig II | Wyścig II | Wyścig III | Wyścig III | Wyścig IV | Wyścig IV | Wyścig V | Wyścig V | Wyścig VI | Wyścig VI | Wyścig VII | Wyścig VII | Dogrywka | Ogółem |
| Pozycja | Załoga                               | Jacht        | Poz.     | Pkt.     | Poz.      | Pkt.      | Poz.       | Pkt.       | Poz.      | Pkt.      | Poz.     | Pkt.     | Poz.      | Pkt.      | Poz.       | Pkt.       | Poz.     | Ogółem |
| ------- | ------------------------------------ | ------------ | -------- | -------- | --------- | --------- | ---------- | ---------- | --------- | --------- | -------- | -------- | --------- | --------- | ---------- | ---------- | -------- | ------ |
| złoto   | Gilbert Gray Andrew Libano           | Jupiter      | 1        | 7        | 3         | 5         | 1          | 7          | 1         | 7         | 1        | 7        | 2         | 6         | 1          | 7          |          | 46     |
| srebro  | Colin Ratsey Peter Jaffe             | Joy          | 2        | 6        | 4         | 4         | 4          | 4          | 4         | 4         | 3        | 5        | 1         | 7         | 3          | 5          |          | 35     |
| brąz    | Gunnar Asther Daniel Sundén-Cullberg | Swedish Star | 3        | 5        | 7         | 1         | 5          | 3          | 5         | 3         | 4        | 4        | 3         | 5         | 2          | 6          | 1        | 27     |
| 4       | Henry Wylie Henry Simmonds           | Windor       | 5        | 3        | 5         | 3         | 2          | 6          | 2         | 6         | 6        | 2        | 4         | 4         | 5          | 3          | DNS      | 27     |
| 5       | Jean-Jacques Herbulot Jean Peytel    | Tramontane   | DNF      | 0        | 2         | 6         | 3          | 5          | 3         | 5         | 2        | 6        | DSQ       | 0         | 4          | 4          |          | 26     |
| 6       | Jan Maas Adriaan Maas                | Holland      | 4        | 4        | 6         | 2         | 6          | 2          | DNF       | 0         | 5        | 3        | 5         | 3         | DNS        | 0          |          | 14     |
| 7       | Cecil Goodricke Arent Van Soelen     | Springbok    | DNF      | 0        | 1         | 7         | DNF        | 0          | DNS       | 0         | DNS      | 0        | DNS       | 0         | DNS        | 0          |          | 7      |